# Peterborough United Football Club
Peterborough United Football Club (também conhecido como The Posh) é uma equipe de futebol profissional inglês sediada em Peterborough.

## História
O Peterborough United foi fundado em 1934 na Angel Hotel, na cidade de Peterborough, para até então substituir o extinto Peterborough & Fletton United, que havia acabado 2 anos antes. "The Posh", como é conhecido o time inglês, jogou na Midland Football League, liga semi-profissional fundada em 1889 que em 1982 se fundiu com a Liga Yorkshire. Foram campeões da Midland League por seis vezes, sendo cinco vezes consecutivamente, de 1956 a 1960. The Posh foram eleitos para a Football League no início da temporada de 1960-61, vencendo a Divison Four. 
Após o sucesso no Campeonato da Quarta Divisão em 1960-61, The Posh passou sete temporadas na 3° Divisão Inglesa. Eles chegaram às quartas-de-final da FA Cup na temporada de 1964-65, vencendo o Arsenal e o Swansea Town ao longo do caminho, antes de enfrentarem o Chelsea. Eles foram rebaixados para a 4° Divisão Inglesa por irregularidades financeiras no verão de 1968. O clube levou seis temporadas para voltar à terceira divisão, quando venceram o campeonato da 4° Divisão.
Em 1977-78 o clube ameaçou ir mais longe até perder por pouco a promoção para a segunda divisão, quando empatou o último jogo da temporada com o campeão Wrexham (0-0), quando era necessário vencer. O jogo foi notável pelo fato de que mais de 2.000 fãs de Preston North End viajarem para Wrexham assistir ao jogo e torcer pelo time da casa, já que o Peterborough precisava empatar ou perder com o Wrexham, para assim o Preston ser promovido. A derrota em Wrexham lançou uma longa sombra sobre o clube, que rapidamente caiu em um longo e desesperador declínio. O rebaixamento veio seguidamente em 1979 e The Posh ficou 12 anos estagnado na 4° divisão. A década de 1980 foi uma longa história de má gestão e falsas promessas por parte da diretoria.
Em janeiro de 1991, Chris Turner, que havia jogado na equipe do Campeonato da Quarta Divisão de 1974, assumiu como treinador e a equipe embarcou em uma série de 13 jogos invictos que os colocaram entre os quatro primeiros da competição. Seis jogadores foram contratados no último dia de transferências, o que foi um recorde em número de jogadores contratados num único dia. No último dia da temporada, The Posh viajou para Chesterfield precisando de uma vitória para selar a promoção. Apesar de ter sofrido dois gols nos primeiros dez minutos de partida, o time se recuperou e empatou com os gols de David Robinson e George Berry. No entanto, o rival mais próximo do Peterborough, o Blackpool, perdeu em Walsall e a tão sonhada promoção foi alcançada.
A temporada seguinte é indiscutivelmente a mais bem sucedida na história do clube. Após um início inconsistente, o time empolgou durante o outono, quando derrotou o Wimbledon, e o Newcastle United na Copa da Liga. A recompensa foi um empate em casa com um time do Liverpool que continha craques como: Bruce Grobbelaar, Jan Mølby, Steve McManaman, Dean Saunders e Mark Wright. Garry Kimble marcou o único gol depois de 19 minutos de bola rolando, levando a uma grandiosa celebração e um lugar nas quartas-de-final do torneio. No campeonato, a equipe foi de vento em poupa e subiu na tabela.
O progresso continuou no campeonato e uma partida para os play-offs foi conquistada no último dia da temporada, apesar de uma derrota por 1 a 0 para o campeão Brentford. Na semana seguinte, o Huddersfield Town chegou à London Road para a primeira etapa da semifinal contra o Peterborough. O empate de última hora do capitão Mick Halsall finalizou o placar em 2-2. Três dias depois, os torcedores viajaram para o norte com mais esperança do que expectativa, mas foram recompensados e surpreendidos quando a equipe veio a ganhar por 2 a 1 com Worrell Sterling e Steve Cooper marcando os gols da vitória. Em 24 de maio de 1992, o Peterborough United jogou pela primeira vez em Wembley, contra o Stockport County, na final do playoff da Third Division. Isso acaba com o The Posh ganhando por 2-1 e conseguindo a tão sonhada promoção para a Football League Division One, hoje conhecida como a EFL Championship. Eles jogaram na Division One entre 1992 e 1994 e terminaram em 10º, seu melhor resultado na temporada 1992-93.
Durante a temporada 2005-2006, o clube tinha três treinadores: Barry Fry, o proprietário da equipe, que retornou à treinar a equipe após a demissão de Mark Wright, em janeiro de 2006. Steve Bleasdale, que era assistente de Wright, e foi nomeado técnico interino, mas renunciou em abril. Keith Alexander se juntou como treinador do Peterborough em 2006-07, mas foi demitido em janeiro de 2007 após uma série de má resultados e foi substituído por Darren Ferguson. Ele levou o clube para inéditas duas promoções consecutivas em dois anos no comando. Em novembro de 2009, o The Posh estava na parte d'baixo da tabela, e Ferguson deixou o clube, para ser substituído por Mark Cooper. Em fevereiro de 2010, após apenas 13 jogos no comando do time, Cooper também deixou o clube e Jim Gannon foi nomeado em seu lugar. Após a confirmação do rebaixamento no campeonato após um empate por 2 a 2 em Barnsley, Gannon foi substituído por Gary Johnson. 
Gary Johnson deixou o clube em 10 de janeiro de 2011 devido a um desacordo político. Dois dias após a saída de Johnson, Darren Ferguson retornou ao clube em um contrato de quatro anos e meio. Peterborough finalmente terminou em 4º em 2010-11 na Football League One, com um dos piores recordes defensivos, sofrendo mais de 70 gols, porém, marcando 106; mais do que qualquer um na Football League nessa temporada. Peterborough derrotou o Milton Keynes Dons nas semifinais dos playoffs. Em seguida eles derrotaram o Huddersfield Town na final com uma vitória por 3-0, e ganhando a promoção de volta ao campeonato.
Darren Ferguson levou a equipe à segurança de se manter na divisão em sua primeira temporada no Campeonato, levando a uma posição final de 18º. No entanto, o The Posh foi rebaixado na temporada seguinte, depois de perder para o Crystal Palace por 3 a 2 em 4 de maio de 2013, na partida final da temporada.
Darren Ferguson terminou seu período como técnico do Peterborough United em 21 de fevereiro de 2015, após uma derrota por 3-0 para o Milton Keynes Dons.
Na temporada 2013-14, conquistou o EFL Trophy, torneio mata-mata disputado pelos 48 clubes da EFL League One e da EFL League Two (3ª e 4ª divisões inglesas). A grande final foi disputada no dia 30 de março de 2014, no Estádio de Wembley, e o Peterborough se sagrou campeão ao vencer o Chesterfield pelo placar de 3 a 1.
Em dezembro de 2016, quando o grande escândalo de abuso sexual no futebol do Reino Unido se expandiu, foi revelado que o suposto agressor Bob Higgins trabalhou como treinador de jovens no Peterborough de maio de 1995 a abril de 1996. Ele foi interrogado como parte de uma investigação de 1997 do Channel 4 Dispatches, quando negou as alegações de abuso, afirmando que ele era um curandeiro e que havia nascido uma nova pessoa cristã. Em 5 de julho de 2017, Higgins foi acusado de 65 acusações de abusos sexuais. Os delitos foram supostamente realizados nas décadas de 1980 e 1990 e envolveram 23 supostas vítimas. Ele compareceu no Tribunal de Magistrados de West Hampshire (Southampton) em 20 de julho, quando indicou que se declararia inocente das alegações e recebeu uma fiança não-condicional até uma audiência no tribunal de Winchester em 16 de agosto de 2017. Nessa audiência, ele não entrou com uma alegação, mas uma data de julgamento provisória foi marcada para 9 de abril de 2018.
Em 27 de janeiro de 2017, foi relatado que um segundo ex-treinador de Peterborough havia sido preso; Michael Sean ‘Kit’ Carson, de 73 anos de idade, diretor de academia no Peterborough de 1993 a 2001. Ele foi mantido sob custodia em Cambridge por suspeita de abusos com crianças e atentado ao pudor. Ele foi libertado sob fiança no dia seguinte, mas em 2 de março de 2018 foi indiciado por 11 acusações de abuso sexual e uma acusação de incentivar uma criança a cometer relações sexuais. Os possíveis abusos legais indiciados, envolviam em todos os casos, rapazes com menos de 16 anos e ocorreram entre 1978 e 2009. Carson deverá comparecer no tribunal dos magistrados de Cambridge em 17 de abril de 2018. 

## Apelido
O Peterborough United é também chamado de "The Posh" (em tradução livre, "O Fino" ou "O Elegante"), o apelido foi cunhado em 1921, após o treinador do Fletton United, Pat Tirrell, dizer que estava "à procura de jogadores elegantes para um novo time elegante". Quando o Fletton United entra na Southern League em 1923, eles adicionam o "Peterborough" a seu nome, assim, formando o Peterborough & Fletton United, em uma tentativa de assim ganhar apoio de empresas da região de Peterborough. O Peterborough & Fletton United faliu em outubro de 1932, sendo o atual clube, o terceiro a carregar o apelido de "The Posh". No entanto, por muitas vezes, o termo "posh" foi usado de maneira pejorativa pela imprensa.
O Peterborough & Fletton United também fora chamado de "The Brickies" (em tradução livre, "Os Tijolos"), em referência a grande indústria de tijolos presente em Peterborough, porém, o apelido se foi quando o clube declarou falência.
Em 2002, Victoria Beckham entrou com um processo junto ao Escritório de Patentes do Reino Unido sobre o uso do termo "posh". A ex-Spice Girl, que era até então conhecida como "Posh Spice", afirmou que o termo "posh" se tornou sinônimo dela no mundo todo. Ela não teve sucesso em seu processo.

## Títulos
Quarta Divisão: 2 :1960-61, 1973-74
 EFL Trophy: 3 : 2013-14 , 2023-24 , 2024-25